# Berisso
Berisso é uma localidade do partido de Berisso, da Província de Buenos Aires, na Argentina. Possui uma população estimada em 84.021 habitantes (INDEC 2001).